# Marc Dumitru

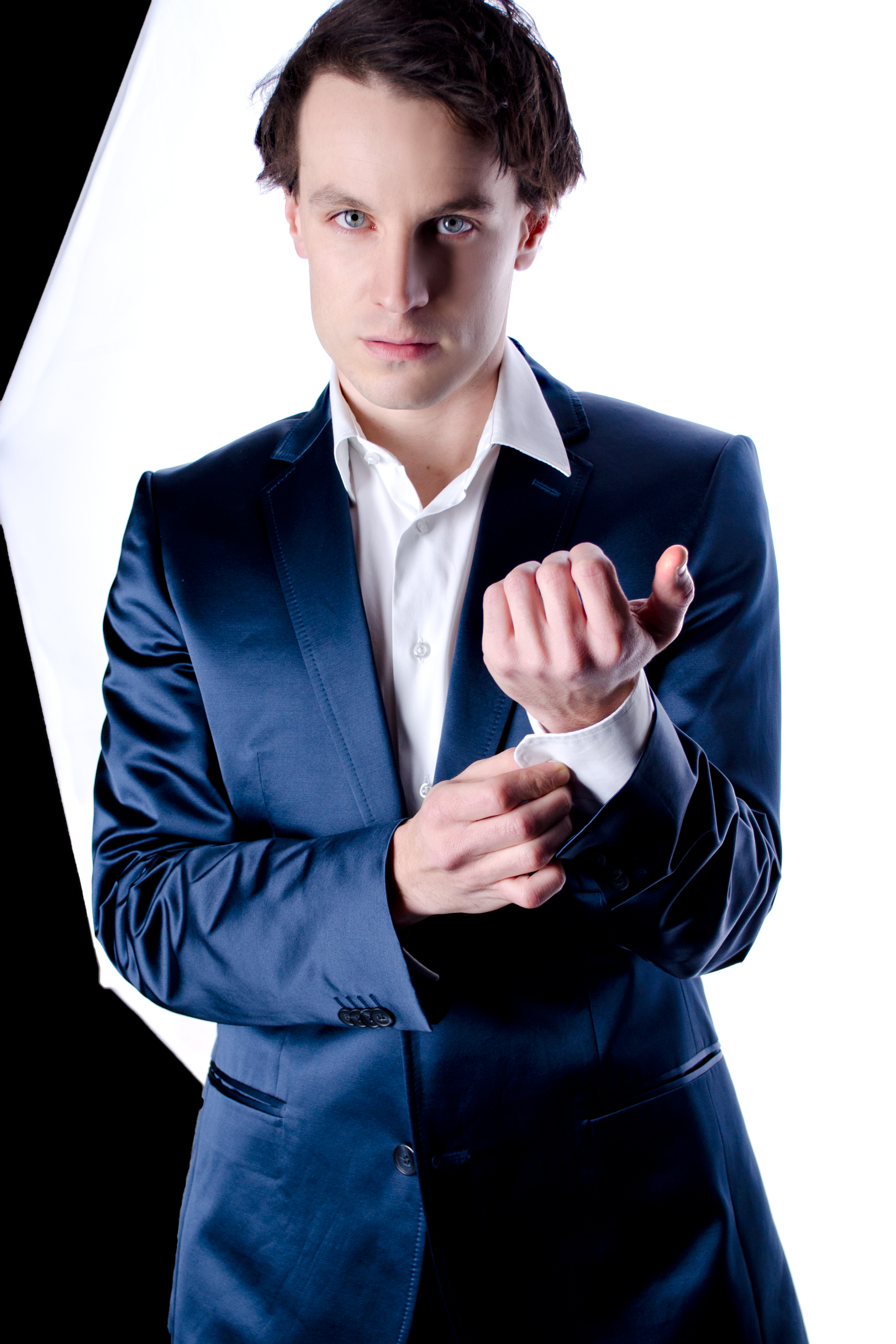
Marc Dumitru (2012)

Marc Dumitru (* 5. April 1986 in Überlingen) ist ein deutscher Schauspieler, Moderator und Sänger.

## Leben und Karriere
Marc Dumitru, dessen Vorfahren aus Rumänien stammen, wuchs in Stockach auf und lebt mittlerweile in Düsseldorf. Im Jahr 2003 absolvierte er ein Praktikum an der Thunderbird Universität in Phoenix und 2005 erlangte Dumitru die Allgemeine Hochschulreife. Nachdem er von 2007 bis 2008 an der University of Sydney studiert hatte, erreichte er 2008 den Bachelor of Science in Management and Economics an der Otto-von-Guericke Universität Magdeburg. In einer Episode von Lenßen & Partner spielte Dumitru mit.
Im Jahr 2008 spielte er in der Seifenoper Gute Zeiten, schlechte Zeiten in einer Gastrolle und wurde im darauffolgenden Jahr in der Jugend-Mystery-Soap Das Haus Anubis für die Serienhauptrolle des Magnus von Hagen besetzt. Er war in seiner Rolle vom 29. September 2009 bis zum 4. Mai 2012 auf dem Kindersender Nick zu sehen. 2012 verkörperte er im Kinofilm der Serie Das Haus Anubis – Pfad der 7 Sünden ebenfalls die Hauptrolle des Magnus von Hagen.
Von Dezember 2010 bis Januar 2011 war er Coach bei Das Haus Anubis rockt NICK Talent.
Seit 2017 moderiert Dumitru mehrere Kinderformate bei Super RTL, unter anderem WOW – Die Entdeckerzone und Vertretungsweise das Wissensmagazin Woozle Goozle. 2017 moderierte er die Toggo Tour 2017, die durch mehrere Städte Deutschlands führte.
2017 stand er auch für die RTL-Serie Alles was zählt vor der Kamera. Dumitru spielte den Kommissar Hetzel; die Folgen mit ihm wurden im Januar und Februar 2018 ausgestrahlt. Von 2019 bis 2020 spielte er in der RTL-Serie Nachtschwestern die Hauptrolle Dr. Jan Kühnert. Seit 2022 spielt er in der RTL-Serie Alles was zählt den Rechtsanwalt Kilian Reichenbach.

### Privates
Dumitru ist seit dem 1. September 2018 mit Kristina Schmidt, seiner ehemaligen Schauspielkollegin aus Das Haus Anubis, verheiratet, welche seither den Nachnamen Dumitru trägt. Im Juni 2024 wurden beide Eltern eines Sohnes.

## Filmografie
- 2006: Lenßen und Partner: Mord auf dem Pausenhof (Staffel 6, Episode 24), Hilfeschrei aus der Hölle (Staffel 7, Episode 44)
- 2007: Australia
- 2008: Gute Zeiten, schlechte Zeiten (Gastrolle)
- 2008: K11 – Kommissare im Einsatz: Falsche Gerechtigkeit (Gastrolle)
- 2009: K11 – Kommissare im Einsatz: Geheimnis einer Schülerin (Gastrolle)
- 2009–2012: Das Haus Anubis (Fernsehserie; Hauptrolle)
- 2010–2011: Das Haus Anubis rockt NICK Talent
- 2012: Das Haus Anubis – Pfad der 7 Sünden (Kinofilm)
- 2013: Die fabelhafte Entdeckung (Hörspiel-CD; Stimme als „Kala“)
- 2014: Die Band (Kurzfilm)[7]
- 2016: Chris James: On the Run[8] (Musikvideo)
- 2016: Rendezvous
- 2017: Moderator bei der Toggo Tour 2017
- Seit 2017 moderiert Dumitru mehrere Kinderformate bei Super RTL, unter anderem WOW – Die Entdeckerzone und Vertretungsweise das Wissensmagazin Woozle Goozle.
- 2018: Alles was zählt (Gastrolle)
- 2019–2020: Nachtschwestern (Fernsehserie; Hauptrolle)
- 2020: SOKO Köln: Schlangengrube (Fernsehserie; Episodenrolle)
- 2020: Verbotene Liebe – Next Generation (Gastrolle)
- 2020: Bettys Diagnose: Hitzewelle (Staffel 7, Folge 5)
- seit 2022: Alles was zählt (Fernsehserie, Hauptrolle)

## Auszeichnungen
Im Jahr 2005 erhielt Dumitru den Medienpreis von Sachsen-Anhalt. 2010 erhielt die Serie Das Haus Anubis einen „Blimp“ bei den Nickelodeon Kids’ Choice Awards in der Kategorie „Lieblingsserie Deutschland, Österreich, Schweiz“.